# Rafatazmia
Rafatazmia chitrakootensis, jediný příslušník rodu Rafatazmia, je fosilní druh vláknité řasy popsaný z dolomitu získaného v pohoří Vindhya ve střední Indii. Patří k nejstarším známým eukaryotickým formám života a datuje se do doby před přibližně 1600 miliony let. Rod je pojmenován po Rafatu Azmím, indickém paleontologovi, který ve stejné oblasti objevil další zkameněliny a jehož nálezy byly zpochybněny.
Některé mikrofosilie i drobné šupinaté fosilie popsal Rafat Azmi poprvé v roce 1998 z vápence v Rohtasgarhu a označil je za kambrické pravděpodobně na základě konvenčních představ o vzniku života. Proti Azmimu byla vznesena obvinění a podezření z podvodu (v době, kdy byl odhalen velký podvod indického paleontologa Vishwy Jita Gupty). Tyto nálezy byly vyšetřovány, protože byly v hrubém rozporu se známým stářím daných oblastí. Při opětovném zkoumání, které provedli jiní odborníci v dané oblasti, se jím tvrzené zkameněliny nepodařilo nalézt. Švédský tým však sbíral v jiné blízké oblasti a zkoumal mikrofosílie a rovněž konstatoval, že zjevně nejsou kambrické, ale proterozoické, jak se pro danou oblast očekávalo. Vindhijská oblast je tvořena staršími horninami a přítomnost zkamenělin vzbudila značný zájem a byly provedeny další studie a v roce 2017 byly tyto prohlášeny za jasné a nepochybné stopy živých organismů. Buňky prý byly podobné oscilátorovým sinicím a pravděpodobně mnohobuněčným červeným řasám (Rhodophyta). Posouvá se tak stáří nejstarších červených řas o zhruba 400 milionů let na stáří zhruba před 1650 ± 89 (2σ) miliony let. Studie a tvrzení Rafata Azmiho z roku 1998 se ocitly pod mrakem pochybností a byly znovu přezkoumány Indickou geologickou společností, která ve své zprávě prohlásila, že se jí nepodařilo najít jím uváděné malé fosilie škeblí. Studie z roku 2017 vycházely z návštěv lokalit ve střední Indii a čerstvé sběry provedli švédští vědci pod vedením Stefana Bengtsona. Jejich první studie ukázaly, že jejich fosilie nejsou kambrické, ale o miliardu let starší. Studie z roku 2017 vizualizovaly vláknité struktury pomocí renderů ze synchrotronové rentgenové tomografické mikroskopie (SRXTM) a pokusily se zařadit příbuznost forem života, jak ukázaly důkazy. Na základě jejich studií může být Rafatazmia nejstarším známým potvrzeně eukaryotickým fosilním organismem.